# TATSUO
TATSUO（1974年2月27日 - ）は、日本のダンサーであり、ストリートダンスチームGlass Hopperのリーダー。また、演劇やダンスを融合させた総合エンタテイメントクルーBlue Printや、ストリートダンスと生楽器のパフォーマンス集団SNAZZY DOGSのメンバーとしても活動。

## 概要
世界大会で18回の優勝経験を持つ、日本を代表する世界的ストリートダンサー。舞台や世界大会のJUDGE、ワークショップなどを通じ、ダンスアートが生み出すポジティブな力の使い方を世界中の人と共有。
また、様々な表現のスペシャリストを招き、ワークショップとトークセッションを通じて自分らしく生きることの素晴らしさを "気づき" を体感することで発見し、より早く夢に向かって進むヒントを世界中で共有する実験プログラム『虫籠の中から』を開催している。

## 来歴
自然豊かな徳島県に生まれ、幼い頃から阿波踊りと父親のJAZZ BARにて、 レイ・ブラウン、 クリス・コナー 、 アート・ブレイキー 、 ホレス・シルヴァー 、 ラムゼイ・ルイス 、 アン・リチャーズ 、 ヘレン・メリル 、 マル・ウォルドロン 、 シダー・ウォルトン 、レイ・ブライアント、ローランド・ハナ、ザ・フォー・フレッシュメン、 ジョージ・ムラーツ 、ケニー・バレル、 チェット・ベイカー 、 サディクハキム 、渡辺貞夫、マリーンなどのJAZZを生で体感し、黒人文化に触れながら自由奔放に育つ。
学生時代にプログラミングを独学で学び、工業機械や制御ロボットの制御プログラム、ゲームプログラムに没頭。
高校時代にレスリングを経験し、減量による身体や精神の変化、コントロールを学ぶ。
17歳でストリートダンスに出会い、21歳でDJ BAR "GLASS  HOPPER"を始める。
その後DANCE STUDIO経営、放送局などメディアを巻き込んだエンターテイメントコンテスト開催、音楽イベントなどを主催。同時にダンスチームや個人としても、活躍の場を広げてゆく。
コンセプトに寄った作品創りを得意としながらも、様々な国で行われた世界大会にて18回優勝。ドイツで行われた「FUNKIN STYLEZ」、チェコでの「STREET DANCE KEMP EUROPE」、イタリア「THE WEEK」、フランス「CERCLE UNDERGROUND」で行われた世界大会にて、アジア人初の優勝。DANCE@LIVE FINALでは2009年にHOUSE SIDEのグランドチャンピオン。2014年世界最大のストリートダンスバトル、Juste Deboutにて世界中から選出されたJUDGE4人の中の一人として選ばれ、世界14カ国にて審査とSOLO SHOWを、決勝のパリでは約2万人の観客の前でSOLO SHOWを行う。チームコンテスト最大級の世界大会、JAPAN DANCE DELIGHT VOL.23 にて2人組のHOUSEチームとしては初の優勝。
2015-2016には宮本亜門 & WRECKING CREW ORCHESTRAによる舞台、"SUPER LOSERZ"にも主演7人の1人として参加。また、2014年から毎年オランダ、アムステルダムのストリートダンスの世界的祭典SUMMER DANCE FOREVERにて世界中の現代アーティストが一同に集まり、舞台作品を発表するTHEATER FOREVERにて、日本を代表するアーティストを率い作品を発表している。2019年には、20代でありながら世界で活躍するストリートダンサーを起用し、現代の若者が持つ葛藤や思想、生き方をリアルに表現し、ありのままの自分で生きる美しさを表現した舞台、「共生共創事業-ともに生きる ともに創る-」"SAKEBU" の企画、演出、出演を行う。
指導する立場としても、海外20ヶ国以上の国で、約150回以上のワークショップを行うなど、幅広く活動中である。
現在は北海道阿寒湖温泉に移住し、アイヌシアターイコロで行われている、アイヌ民族の文化を伝える舞台、ロストカムイの出演、振付監修などを行なっている。

## 活動

### ダンスバトル&コンテスト

#### 世界大会
- Funkin Stylez 2007 (Germany) 5on5 world dance battle 準優勝
- Juste Debout 2008 (Paris, France) 準優勝
- STREET DANCE KEMP EUROPE 2008 (Czech Republic)、HOUSE 1x1 BATTLE 優勝 CREWxCREW 優勝
- Funkin Stylez 2008 (Germany) 5on5 world dance battle 優勝
- World Dance Colosseum 2009 FINAL 2ON2 HOUSE BATTLE 優勝
- STREET DANCE KEMP EUROPE 2009 (Czech Republic) CREWxCREW 優勝
- STREET DANCE KEMP EUROPE 2010 (Czech Republic)、HOUSE 1x1 BATTLE 優勝
- STREET DANCE KEMP EUROPE 2011 (Czech Republic) CREWxCREW 優勝
- THE WEEK 2011 (Italy) HOUSE BATTLES Give It Up 優勝
- SUPREME CERCLE UNDERGROUND 2012 (Paris, France) HOUSE 3ON3 優勝
- THE WEEK 2013 (Italy) HOUSE BATTLES Give It Up 優勝
- CERCLE UNDERGROUND 2013 (Paris, France) HOUSE 3ON3 優勝
- VancouverStreetDanceFestival 2015 HOUSE BATTLE (Canada) 優勝
- Nothing2looz 2017(France) ALL STYLE 5ON5 優勝

#### 世界大会（日本）
- Juste Debout 2007 "JAPON" 優勝
- JAPAN DANCE DELIGHT 2008 VOL.15 優勝
- DANCE@LIVE FINAL 2009 HOUSE Side (SOLO BATTLE) 優勝
- JAPAN DANCE DELIGHT 2016 VOL.23 優勝

### 舞台

#### 企画・演出・出演
- SAKEBU (2019) 県民共済みらいホール「 共生共創事業 - ともに生きる ともに創る - 」
- THEATER FOREVER (オランダ・デラマール劇場 (DeLaMar Theater) 2014〜2018)

#### Blue Print
- DORON! (2013) SPACE107
- monkey magic (2014) シアターグリーンBIG TREE THEATER
- Studio Act (2014) ZEAL THEATER新橋
- 鬼ヶ島 (2015) CBGKシブゲキ!!
- RAT BOY (2016) CBGKシブゲキ!!
- 父親参観日 (2017) CBGKシブゲキ!!
- BASHAAAAAAAN!!(2018) 俳優座劇場
- Showとコント ～11 people one role～(2019) CBGKシブゲキ!!
- TORI STORY (2020) CBGKシブゲキ!!

#### SNAZZY DOGS
- BIRTH (2013) 踊心シアター
- Summer Dance Forever -Nights at Theatre-(2015) Amsterdam, The Netherlands
- Dance Dance Asia 東京公演～Crossing the Movements～ (2015) 世田谷パブリックシアター
- SNAZZY DOGS単独公演 -SQUARE- (2015, 2016) Mt.RAINIER HALL SHIBUYA/ IMS HALL
- X'mas LIVE (2016) 踊心シアター
- MADE IN JAPAN NEW EVOLUTION (2017) 浅草六区ゆめまち劇場

#### WRECKING CREW ORCHESTRA
- ID (2003, 2008, 2009)
- daft-line (2005)
- FAKEST (2011, 2012)
- COSMIC BEAT (2013)
- Hag Fag Fun (2016)

#### DANCE SPACE WING
- SMILES (2010) 銀河劇場
- After Dark (2012) 新国立劇場
- Bridge (2014) さくらホール
- SIMPLE (2017) 伝承ホール

#### Others
- ✳︎ASTERISK (2013) 東京国際フォーラム
- 梅棒 3rd STAGE ｢男なら、やってやれ!!｣ (2014) 世田谷パブリックシアター
- CONNECTION 演出・大澄 賢也 (2015) 銀河劇場
- SUPER LOSERZ 演出・宮本 亜門・YOKOI (2015-2016) 東京・新国立劇場 中劇場/ 大阪・シアターBRAVA!
- DANCE REPUBLIC〜The devotion〜 SAM/ETSU/CHIHARU from TRF 総合演出 (2017) 東京・New Pier Hall
- THE YOUNG LOVE DISCOTHEQUE produced by TOMOYUKI YARA (2018) TOKYO Shinagawa Prince Hotel Club eX

### Tour Dancer & Live
- Arrested Development「SPEECH」バックアップダンサー
- ｢THE TOUR OF MISIA｣ tour dancer(2006～2009年)

### DVD
- ｢TOKYO INDEPENDENT｣ (2004)
- ｢DANCE STYLE STEEPERS｣ (2004)
- ｢X-STEP COLLECTION｣ (2006)
- ｢Step Language = House Dance｣ (2008)
- ｢DANCE STYLE HOUSE｣ (2009)
- ｢1st STEP HOUSE 超入門編｣ (2009)